# St. Andreas (Dietenhofen)

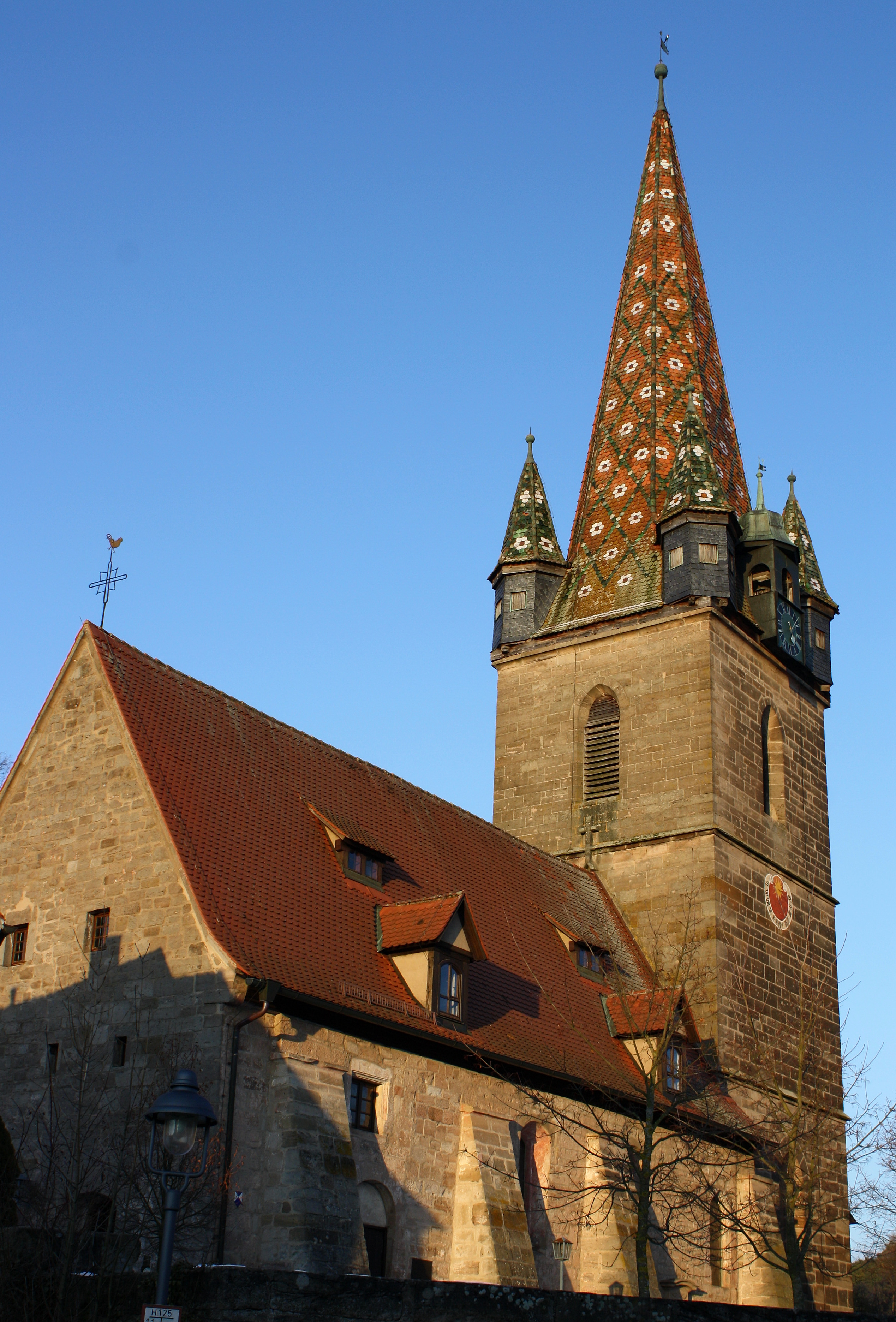
Dietenhofen, St. Andreas

St. Andreas ist eine nach dem Apostel Andreas benannte evangelisch-lutherische Kirche in Dietenhofen (Dekanat Ansbach).

## Kirchengemeinde
1431 findet sich die erste urkundliche Erwähnung einer Pfarrkirche in Dietenhofen. Jedoch wird bereits 1297 ein Pfarrer in Dietenhofen bezeugt. Teile des Langhauses sind romanisch und können bereits im frühen 11. Jahrhundert entstanden sein. Manfred Jehle zählt Dietenhofen auch zu den großen Pfarreien, die relativ früh entstanden sind. Ursprünglich hatte Dietenhofen fünf Filialen: St. Andreas (Unterschlauersbach), St. Bartholomäus (Oberreichenbach), St. Leonhard (Götteldorf), St. Maria Magdalena (Seubersdorf) und St. Mauritius (Warzfelden). Daneben gab es vier Kapellen Gratianuskapelle (Kleinhaslach), Burgkapelle in Leonrod, und Kapellen in Neudorf und Rüdern. Insgesamt wurden 24 Orte und Gehöfte versorgt. St. Martin (Kleinhaslach) wurde erst nach der Reformation von St. Maria (Großhaslach) aus- und nach St. Andreas eingepfarrt.
1297 waren die Herren von Tannenberg Pfarrpatrone in Dietenhofen, im Anschluss die Herren von Dietenhofen, zu Beginn des 14. Jahrhunderts die Herren von Leonrod. 1684 ging dieses Recht mit der Veräußerung der Dietenhofener Besitztümer an die Markgrafschaft Ansbach-Brandenburg über.
Um 1820 bildeten St. Martin in Kleinhaslach mit St. Maria Magdalena in Seubersdorf einen Pfarrsprengel. Am 19. Dezember 1842 wurde St. Martin mit St. Maria Magdalena als Filiale zur Pfarrei erhoben. 1970 erfolgte der Wechsel von St. Maria Magdalena wieder nach St. Andreas.
Die Kirchengemeinden Dietenhofen, Götteldorf und Seubersdorf sind in 2 Sprengel eingeteilt. Der Sprengel 1 umfasst Dietenhofen (nördlich der Bibert), Dietenholz, Götteldorf, Herpersdorf, Lentersdorf, Neudietenholz, Neudorf, Oberschlauersbach, Seubersdorf und Walburgswinden. Er hat derzeit ca. 2000 Gemeindeglieder. Der Sprengel 2 umfasst Dietenhofen (südlich der Bibert), Ebersdorf, Haunoldshofen, Höfen, Leonrod, Rüdern und Stolzmühle. Er hat derzeit ca. 1000 Gemeindeglieder.

## Kirchengebäude
Die Kirche wurde als Chorturmkirche errichtet mit dem Chorturm im Osten, einem Langhaus im Westen und einer Sakristei im Norden. Die ältesten Teile finden sich im Langhaus (West- und Südportal mit größeren zusammenhängenden Abschnitten der Mauer) und lassen sich ins frühe 11. Jahrhundert datieren. Im dritten Viertel des 15. Jahrhunderts wurde die Kirche umgebaut, der Chorturm neu errichtet. 1586 wurde der Turm aus gelbbraunen Sandsteinquadern nochmals errichtet. Er ist dreigeschossig und wird von einer achteckigen Turmspitze mit vier Scharwachttürmchen abgeschlossen (Höhe: 49 Meter).
Im einschiffigen Langhaus finden sich an der südlichen Mauer Fresken des 15. Jahrhunderts. Der Hochaltar mit Aufsatz befindet sich im Chor und wurde um 1510 verfertigt. 1696 wird eine Doppelempore an der Nord- und Westmauer umlaufend eingebaut. Die Kanzel wurde in der zweiten Hälfte des 17. Jahrhunderts gebaut und 1858 an ihrem heutigen Ort, der Ostwand des Langhauses, angebracht.
Die Kirche wurde in den Jahren 1882, 1931 und 1977 renoviert. In den Jahren 2022 und 2023 wurde der Kirchturm umfassend saniert, was Kosten von nahezu 1.000.000,-- € verursachte.